# جون نيل (لاعب كرة قدم)
جون نيل (بالإنجليزية: John Neal)‏ (13 أبريل 1932 في المملكة المتحدة - 23 نوفمبر 2014) هو مدرب كرة قدم ولاعب كرة قدم بريطاني في مركز الدفاع. لعب مع أستون فيلا وسويندون تاون ونادي ساوثيند يونايتد وهال سيتي ونادي كينغز لين.

## وصلات خارجية
- جون نيل على موقع قاعدة بيانات كرة القدم.إي يو (الإنجليزية)
- جون نيل على موقع Soccerbase.com (مدرب) (الإنجليزية)